# 阿尔日里塔
阿尔日里塔是巴西米纳斯吉拉斯州的一个市镇。总面积159.326平方公里，总人口2995人，人口密度18.8人/平方公里。